# São Bento do Sul (microregio)
São Bento do Sul is een van de 20 microregio's van de Braziliaanse deelstaat Santa Catarina. Zij ligt in de mesoregio Norte Catarinense en grenst aan de microregio's Joinville, Blumenau, Canoinhas, Rio Negro (PR) en Paranaguá (PR). De microregio heeft een oppervlakte van ca. 1.900 km². In 2006 werd het inwoneraantal geschat op 133.933.
Drie gemeenten behoren tot deze microregio:
- Campo Alegre
- Rio Negrinho
- São Bento do Sul

Mesoregio's: Grande Florianópolis · Norte Catarinense · Oeste Catarinense · Serrana · Sul Catarinense · Vale do Itajaí

Microregio's: Araranguá · Blumenau · Campos de Lages · Canoinhas · Chapecó · Concórdia · Criciúma · Curitibanos · Florianópolis · Itajaí · Ituporanga · Joaçaba · Joinville · Rio do Sul · São Bento do Sul · São Miguel do Oeste · Tabuleiro · Tijucas · Tubarão · Xanxerê